# Aeropuerto de Waterford
El aeropuerto de Waterford (en irlandés: Aerfort Phort Láirge) (IATA: WAT, OACI: EIWF) está ubicado en Killowen, a7,4 km al sureste de Waterford. Sirve al sureste de Irlanda. El aeropuerto es operado por Waterford Regional Airport plc.
Su única ruta programada, operada por VLM Airlines, que utilizó Waterford como su único aeropuerto irlandés y mantuvo una base allí, se suspendió a partir del 13 de junio de 2016 cuando VLM cerró, dejando el aeropuerto sin tráfico programado.

## Historia

### Primeros años
El desarrollo del aeropuerto fue iniciado por Waterford Corporation, con el apoyo del Gobierno de Irlanda y el sector privado, entre 1979 y 1980. La inversión fue de 1,76 millones de libras esterlinas.
El aeropuerto de Waterford se inauguró en 1981, con una pista de 1200 por 29 m (3937 por 95 pies) para aviones ligeros monomotores y bimotores y una cabina portátil como edificio terminal. El edificio terminal actual se inauguró en 1992 y la pista se alargó a 1.433 por 30 m (4.701 por 98 pies). Avair proporcionó el primer servicio nacional de pasajeros en 1982, como escala entre el aeropuerto de Cork y el aeropuerto de Dublín. En 1985, Ryanair lanzó el primer servicio regular internacional de la compañía desde Waterford a Londres-Gatwick.

### Desarrollo desde la década de 2000
El aeropuerto de Waterford celebró 21 años de operaciones programadas en 2006. El 13 de marzo de 2007, se anunció una mejora del aeropuerto por valor de 27,5 millones de euros. Durante los próximos dos años, el dinero se gastaría en ampliar la pista a 2.200 m (7.300 pies) de longitud, construir una nueva terminal de pasajeros capaz de atender a un millón de pasajeros al año e introducir vuelos regulares a ciudades europeas como Ámsterdam, Barcelona, París, Praga y Roma. También existían expectativas de vuelos chárter a centros turísticos del Mediterráneo. La ampliación significaría que los viajeros aéreos en el sureste de Irlanda tendrían una "alternativa creíble" a los aeropuertos de Dublín y Cork, según funcionarios del aeropuerto de Waterford. Según el director ejecutivo del aeropuerto de Waterford, Graham Doyle, la pista ampliada debía estar lista para el verano de 2009 y sería capaz de albergar grandes aviones a reacción, incluidos el Airbus A320 y el Boeing 737.
La carretera regional R708, completamente mejorada y remodelada, que une la ciudad de Waterford con el aeropuerto se completó a principios de julio de 2008, lo que redujo el tiempo de viaje desde el centro de la ciudad de Waterford hasta el aeropuerto a 10 minutos en horas de menor actividad, y desde la carretera de circunvalación exterior, la R470, al aeropuerto a 5 minutos.
El número de pasajeros que pasaron por el aeropuerto de Waterford se desplomó en 2009, debido a la suspensión de las rutas a Burdeos, Faro, Málaga y Ámsterdam, y a las reducciones del servicio en las rutas a Birmingham, Londres-Luton y Manchester. El número total de pasajeros procedentes del Reino Unido cayó un 9%.

### Década de 2010
En febrero de 2010, se publicó una Evaluación de Impacto Económico del Aeropuerto de Waterford, que destacó la importancia del aeropuerto para la región Sudeste. Noel Dempsey, Ministro de Transporte, anunció el 9 de marzo de 2010 que, debido a dificultades con las finanzas públicas, no habría financiación para la ampliación de la pista del aeropuerto y que la seguridad y la protección eran prioridades "en el actual clima financiero".
En noviembre de 2012, Aer Arann anunció que pondría fin a todas sus rutas desde Waterford. La aerolínea que opera bajo Aer Lingus Regional suspendió su servicio a Londres-Southend, Londres-Luton y Manchester el 6 de enero.
El 12 de agosto de 2013, se informó que el Departamento de Transporte financiaría una ampliación de 150 metros de la pista hasta un límite de 400.000 €. El propio aeropuerto tendría que recaudar los 850.000 euros restantes para que se llevara a cabo.
VLM Airlines anunció que pondría fin a sus vuelos a Londres-Luton con poca antelación antes del 13 de junio de 2016, dejando al aeropuerto de Waterford sin tráfico programado.
En junio de 2017, después de un año sin vuelos comerciales, una nueva aerolínea llamada Aer Southeast anunció tres nuevos servicios durante todo el año a Londres-Luton, Manchester y Birmingham. Sin embargo, debido a un problema de licencia, estos servicios nunca se iniciaron y, en 2018, la aerolínea cerró.
En junio de 2019 se anunció un plan de 12 millones de euros para ampliar la pista del aeropuerto en 850 metros y renovar el aeropuerto. El Ministro de Transporte, Shane Ross, daría al aeropuerto 5 millones de euros una vez que la pista ampliada estuviera confirmada y lista para entrar en servicio. Empresas locales como Glanbia, Coolmore Stud y Dawn Meats prometieron un total de 5 millones de euros, de los cuales 2 millones aportaron las autoridades locales. La pista ampliada permitiría que aviones comerciales de pasajeros de tamaño mediano, como Boeing 737 y Airbus 320, utilicen el aeropuerto para uso comercial. El aeropuerto espera atraer nuevamente a Ryanair, pero por ahora la compañía ha dicho que "no tiene planes para el futuro cercano" con respecto a Waterford.

### Actualidad
El 4 de febrero de 2022, An Bord Pleanála concedió el permiso de obras para la ampliación de la pista y las obras asociadas. Estaba previsto que la construcción estuviera terminada a finales de 2022.
En agosto de 2022, se informó que los multimillonarios hermanos Comer llegaron a un acuerdo por 20 millones de euros para comprar una participación mayoritaria en el aeropuerto de Waterford.
El 1 de diciembre de 2023, se informó que Comer Group International, en asociación con Bolster Group, invertiría 12 millones de euros en el aeropuerto. Esta inversión cubrirá casi la mitad del coste total de 25 millones de euros. Se espera que la pista se amplíe 854 metros y se ensanche 15 metros. La pista mejorada tendrá así 2.287 metros de largo y 45 metros de ancho. El objetivo de este proyecto es permitir que los aviones a reacción aterricen en el aeropuerto y "ofrecer la esencial conectividad directa a la región".